# Sauraja
Sauraja (lat. Saurauia), veliki rod vazdazelenioog grmlja iz porodice aktinidijevki kojemu pripada preko 400 vrsta.
Raširene su po suptropskoj i tropskoj Aziji i Srednjoj i Južnoj Americi.

## Vrste
1. Saurauia achyrantha Diels
2. Saurauia actinidiifolia Stapf
3. Saurauia aculeata Lauterb.
4. Saurauia acuminata Merr.
5. Saurauia adenodonta Sleum.
6. Saurauia aequatoriensis Sprague
7. Saurauia agamae Merr.
8. Saurauia aguaricana D. D. Soejarto
9. Saurauia albiflora A. C. Sm.
10. Saurauia alkmaarensis Lauterb.
11. Saurauia alloplectifolia D. D. Soejarto
12. Saurauia alpicola A. C. Sm.
13. Saurauia altissima Zipp. ex Miq.
14. Saurauia altiterra P. van Royen
15. Saurauia alvarezii Merr.
16. Saurauia amdjahii K. M. Wong
17. Saurauia amoena Stapf
18. Saurauia ampla Merr.
19. Saurauia amplifolia Diels
20. Saurauia andreana F. M. Bailey
21. Saurauia angica Kanehira & Hatusima
22. Saurauia angustifolia Turcz.
23. Saurauia angustipetala K. M. Wong
24. Saurauia arcana A. C. Sm.
25. Saurauia archboldiana A. C. Sm.
26. Saurauia armata Kurz
27. Saurauia arnoldii Sleum.
28. Saurauia aromatica R. E. Schult.
29. Saurauia ashtonii K. M. Wong
30. Saurauia aspera Turcz.
31. Saurauia asperifolia Stapf ex E. G. Baker
32. Saurauia aurea Kamariah ex K. M. Wong
33. Saurauia auricoma Ridl.
34. Saurauia avellana Elmer
35. Saurauia bakaraya Kamariah ex K. M. Wong
36. Saurauia bakeri Merr.
37. Saurauia barbata Kamariah ex K. M. Wong
38. Saurauia belensis A. C. Sm.
39. Saurauia beluranensis K. M. Wong
40. Saurauia bentuangensis K. M. Wong
41. Saurauia bibracteata Lauterb.
42. Saurauia bicolor Merr.
43. Saurauia bifida Warb.
44. Saurauia biserrata (Ruiz & Pav.) Sprengel
45. Saurauia bogoriensis R. D. Hoogland
46. Saurauia bontocensis Merr.
47. Saurauia borneensis Merr.
48. Saurauia bosuangii Kamariah ex K. M. Wong
49. Saurauia brachybotrys Turcz.
50. Saurauia bracteosa DC.
51. Saurauia brassii Diels
52. Saurauia brevicymula K. M. Wong
53. Saurauia brevirostris Zipp. ex Miq.
54. Saurauia briquetii Buscal. ex Buscal.
55. Saurauia bruneiensis Kamariah
56. Saurauia buddleifolia Diels
57. Saurauia bullosa Wawra
58. Saurauia calcicola K. M. Wong
59. Saurauia callithrix Miq.
60. Saurauia calyptrata Lauterb.
61. Saurauia capitellata Kamariah ex K. M. Wong
62. Saurauia capitulata A. C. Sm.
63. Saurauia caquetensis R. E. Schult.
64. Saurauia caroli Diels
65. Saurauia castanifolia Ridl.
66. Saurauia cauliflora Noronha ex DC.
67. Saurauia ceramica Miq.
68. Saurauia chaiana K. M. Wong
69. Saurauia chaparensis Soejarto
70. Saurauia chewlunii K. M. Wong
71. Saurauia chiliantha R. E. Schult.
72. Saurauia chocoensis D. D. Soejarto
73. Saurauia choriophylla R. E. Schult. & Gutierr.
74. Saurauia cinnamomea Merr.
75. Saurauia clementis Merr.
76. Saurauia collina A. C. Sm.
77. Saurauia comitis-rossei R. E. Schult.
78. Saurauia conferta Warb.
79. Saurauia confertiflora Merr. & Quisum.
80. Saurauia confusa Merr.
81. Saurauia congestiflora A. C. Sm.
82. Saurauia conniechaniae K. M. Wong
83. Saurauia conzattii Buscalioni
84. Saurauia copelandii Elmer
85. Saurauia corneri Kamariah ex K. M. Wong
86. Saurauia costata Reinw. ex de Vriese
87. Saurauia crassisepala D. D. Soejarto
88. Saurauia crenulata Wight ex Wall.
89. Saurauia crockerensis K. M. Wong
90. Saurauia cuatrecasana R. E. Schult.
91. Saurauia cuspidella Miq.
92. Saurauia darikalteng K. M. Wong
93. Saurauia dasyantha de Vriese
94. Saurauia decurrens Lauterb.
95. Saurauia dempoensis E. G. Baker
96. Saurauia denticulata C. B. Robinson
97. Saurauia desquamulata Diels
98. Saurauia dewildeorum K. M. Wong
99. Saurauia dicalyx Miq.
100. Saurauia dielsiana A. C. Sm.
101. Saurauia distasosa Korth.
102. Saurauia diwolii K. M. Wong
103. Saurauia drimytiflora Diels
104. Saurauia dufaurii (F. Muell.) Diels
105. Saurauia eburnea A. C. Sm.
106. Saurauia echioides Diels
107. Saurauia egregia Diels
108. Saurauia elegans (Choisy) F.-Villar
109. Saurauia elmeri Merr.
110. Saurauia emarginata C. T. White & Francis
111. Saurauia erythrocarpa C. F. Liang & Y. S. Wang
112. Saurauia erythrotricha Elmer
113. Saurauia euryolepis de Vriese
114. Saurauia euryphylla Airy-Shaw
115. Saurauia excavata Korth.
116. Saurauia excelsa Willd.
117. Saurauia excurrens A. C. Sm.
118. Saurauia eximia Ridl.
119. Saurauia fasciculata Wall.
120. Saurauia fasciculiflora Merr.
121. Saurauia ferox Korth.
122. Saurauia fimbriata A. C. Sm.
123. Saurauia floccifera Triana & Planch.
124. Saurauia forbesii E. G. Baker
125. Saurauia formosa Sleum.
126. Saurauia fragrans R. D. Hoogland
127. Saurauia fraseri Ridl.
128. Saurauia geensinkii K. M. Wong
129. Saurauia gigantifolia Quisumb.
130. Saurauia giluwensis P. van Royen
131. Saurauia gjellerupii Lauterb.
132. Saurauia glabrifolia Merr.
133. Saurauia gorokae A. Gilli
134. Saurauia graciliflora Kamariah ex K. M. Wong
135. Saurauia gracilipes Merr.
136. Saurauia griffithii Dyer
137. Saurauia hageniana A. Gilli
138. Saurauia harlingii D. D. Soejarto
139. Saurauia havilandii Merr.
140. Saurauia herthae Sleum.
141. Saurauia heterosepala Merr.
142. Saurauia hiranohottae K. M. Wong
143. Saurauia hispidicalyx Kamariah ex K. M. Wong
144. Saurauia hoeveniana Koord.
145. Saurauia holotricha Diels
146. Saurauia homotricha A. Pool
147. Saurauia horrida Hook. fil.
148. Saurauia hosei Merr.
149. Saurauia hystrix Ridl.
150. Saurauia iboana Diels
151. Saurauia idenburgensis A. C. Sm.
152. Saurauia iliasii K. M. Wong
153. Saurauia ilicifolia P. van Royen
154. Saurauia involucrata Merr.
155. Saurauia isosepala Kamariah ex K. M. Wong
156. Saurauia isoxanthotricha Buscalioni
157. Saurauia jaswirii K. M. Wong
158. Saurauia javanica (Bl.) R. D. Hoogland
159. Saurauia jeisinii K. M. Wong
160. Saurauia jiewhoei K. M. Wong
161. Saurauia joelii K. M. Wong
162. Saurauia jugahii K. M. Wong
163. Saurauia juliae K. M. Wong
164. Saurauia kajewskii A. C. Sm.
165. Saurauia kegeliana Schltdl.
166. Saurauia kessleri K. M. Wong
167. Saurauia kinabaluensis Merr.
168. Saurauia klemmei Merr.
169. Saurauia klinkii K. Schum. & Lauterb.
170. Saurauia knemifolia Quisumb.
171. Saurauia kuchingensis K. M. Wong
172. Saurauia kuswatae K. M. Wong
173. Saurauia lactea Lauterb.
174. Saurauia laevigata Triana & Planch.
175. Saurauia lamii Diels
176. Saurauia lanaensis Merr.
177. Saurauia latibractea Choisy
178. Saurauia latifolia K. M. Wong
179. Saurauia laxiflora D. D. Soejarto
180. Saurauia leeana K. M. Wong
181. Saurauia lehmannii Hieron.
182. Saurauia leopoldii K. M. Wong
183. Saurauia lepidicalyx Miq.
184. Saurauia lepidota Kamariah
185. Saurauia leprosa Korth.
186. Saurauia leucocarpa Schltdl.
187. Saurauia leytensis Merr.
188. Saurauia linusii K. M. Wong
189. Saurauia loeseneriana Buscaloni
190. Saurauia loheri Merr.
191. Saurauia longipedicellata Merr.
192. Saurauia longipetiolata Merr.
193. Saurauia longistyla Merr.
194. Saurauia lorentzii Lauterb.
195. Saurauia luzoniensis Merr.
196. Saurauia macgregorii Merr.
197. Saurauia macrantha A. C. Sm.
198. Saurauia macrotricha Kurz ex Dyer
199. Saurauia madrensis B. T. Keller & D. E. Breedlove
200. Saurauia magentea Danet
201. Saurauia magnifica D. D. Soejarto
202. Saurauia mahmudii R. D. Hoogland
203. Saurauia malayana R. D. Hoogland
204. Saurauia mamberamana Diels
205. Saurauia matthewsii Merr.
206. Saurauia meiandra Diels
207. Saurauia meridensis Steyerm.
208. Saurauia merrillii Elmer
209. Saurauia mexiae Killip ex Soejarto
210. Saurauia micayensis Killip
211. Saurauia micrantha Bl.
212. Saurauia microphylla de Vriese
213. Saurauia minahassae Koord.
214. Saurauia mindorensis Merr.
215. Saurauia miniata C. F. Liang & Y. S. Wang
216. Saurauia minutiflora K. M. Wong
217. Saurauia molinae D. D. Soejarto
218. Saurauia mollissima Ridl.
219. Saurauia momiensis Kanehira & Hatusima
220. Saurauia monadelpha Scheff.
221. Saurauia montana Seem.
222. Saurauia montifragrans K. M. Wong
223. Saurauia multinervis Soejarto
224. Saurauia muricata Reinw. ex de Vriese
225. Saurauia myrmecoidea Merr.
226. Saurauia nabirensis Kanehira & Hatusima
227. Saurauia napaulensis DC.
228. Saurauia natalicia Sleum.
229. Saurauia naumannii Diels
230. Saurauia negrosensis Elmer
231. Saurauia nicobarica T. K. Paul
232. Saurauia nigrescens Korth.
233. Saurauia njapaensis K. M. Wong
234. Saurauia nooteboomii K. M. Wong
235. Saurauia novoguineensis Scheff.
236. Saurauia nudiflora DC.
237. Saurauia nutans A. Gilli
238. Saurauia oblanceolata Ridl.
239. Saurauia oblancifolia Merr.
240. Saurauia oblancilimba Quisumb.
241. Saurauia obvallatoides Kanehira & Hatusima
242. Saurauia occulta A. C. Sm.
243. Saurauia oligantha Merr.
244. Saurauia oligolepis Miq.
245. Saurauia oligophlebia Merr.
246. Saurauia omichlophila R. E. Schult.
247. Saurauia oreadum Dielt
248. Saurauia oreophila Hemsl.
249. Saurauia oroquensis D. D. Soejarto
250. Saurauia othmanii K. M. Wong
251. Saurauia pachyphylla K. M. Wong
252. Saurauia palawanensis Merr.
253. Saurauia panayensis Merr.
254. Saurauia panduriformis Elmer
255. Saurauia paniculigera Ridl.
256. Saurauia pannosa Diels
257. Saurauia papillulosa Merr.
258. Saurauia parasnathensis Ranjan & S. K. Srivast.
259. Saurauia parviflora Triana & Planch.
260. Saurauia pavonii K. M. Wong
261. Saurauia peduncularis Triana & Planch.
262. Saurauia pedunculata Hook.
263. Saurauia pendula Bl.
264. Saurauia pentapetala (Jack) Hoogland
265. Saurauia pereirae K. M. Wong
266. Saurauia peruviana Buscal.
267. Saurauia petelotii Merr.
268. Saurauia phaeosepala Diels
269. Saurauia philippinensis Merr.
270. Saurauia pilogyne Diels
271. Saurauia pittieri J. D. Sm.
272. Saurauia planchonii Hook. fil.
273. Saurauia platyphylla Merr.
274. Saurauia pleurotricha Diels
275. Saurauia plurilocularis C. T. White & Francis ex Lane-Poole
276. Saurauia polyneura C. F. Liang & Y. S. Wang
277. Saurauia polyodon Miq.
278. Saurauia polysperma (Blanco) Merr.
279. Saurauia poolei C. T. White & Francis
280. Saurauia portachuelensis R. E. Schult.
281. Saurauia postarii K. M. Wong
282. Saurauia prainiana Buscalioni
283. Saurauia pringlei Rose
284. Saurauia pseudoleucocarpa Buscal.
285. Saurauia pseudostrigillosa Buscal.
286. Saurauia pulchra Sprague ex R. E. Schult.
287. Saurauia punctata Stapf ex E. G. Baker
288. Saurauia punduana Wall.
289. Saurauia purgans B. L. Burtt
290. Saurauia purpurellifolia Kanehira & Hatusima
291. Saurauia pustulata G. E. Hunter
292. Saurauia putumayonis R. E. Schult. & Garc.-Barr.
293. Saurauia radlkoferi Buscalioni
294. Saurauia raimondiana Sleum.
295. Saurauia ramiflora Koord. & Valet.
296. Saurauia rantaijawae K. M. Wong
297. Saurauia reinwardtiana Bl.
298. Saurauia rhodosma Sleum.
299. Saurauia ridleyi Merr.
300. Saurauia rodatzii K. Schum. & Lauterb.
301. Saurauia roemeri Lauterb.
302. Saurauia roseata Merr.
303. Saurauia roxburghii Wall.
304. Saurauia rubens Ridl.
305. Saurauia rubicunda (A. Gray) Seem.
306. Saurauia rubiformis Vatke
307. Saurauia rubiginosa (Jack) Merr.
308. Saurauia rubricalyx C. F. Liang & Y. S. Wang
309. Saurauia rubrisepala D. D. Soejarto
310. Saurauia rubrisquamata A. C. Sm.
311. Saurauia rudolfi Diels
312. Saurauia rufa Burkill
313. Saurauia rufescens B. J. Conn & Damas
314. Saurauia rufinervis Kanehira & Hatusima
315. Saurauia runiae K. M. Wong
316. Saurauia rupestris Diels
317. Saurauia rusbyi Britton
318. Saurauia sakoembangensis Korth.
319. Saurauia samarensis Merr.
320. Saurauia sammanniana K. M. Wong
321. Saurauia sampad Elmer
322. Saurauia sapotoides Ridl.
323. Saurauia scaberrima Lauterb.
324. Saurauia scabra (H. B. K.) Dietr.
325. Saurauia scabrida Hemsl.
326. Saurauia schmutzii R. D. Hoogland
327. Saurauia schultesiana Soejarto
328. Saurauia schultzeorum Sleum.
329. Saurauia schumanniana Diels
330. Saurauia schwarzii Koord.
331. Saurauia seibertii Standl.
332. Saurauia selerorum Buscalioni
333. Saurauia serpentina Kamariah ex K. M. Wong
334. Saurauia serrata Moc. & Sessé ex DC.
335. Saurauia setigera Korth.
336. Saurauia sibuyanensis Elmer
337. Saurauia sidiyasae K. M. Wong
338. Saurauia simplex Merr.
339. Saurauia singalangensis Korth.
340. Saurauia sinohirsuta J. Q. Li & Soejarto
341. Saurauia siporensis Ridliy
342. Saurauia solitaria Sleum.
343. Saurauia sorsogonensis Merr.
344. Saurauia sparsiflora Elmer
345. Saurauia speciosa Kamariah ex K. M. Wong
346. Saurauia spectabilis Hook.
347. Saurauia spinosa Briggs
348. Saurauia spinuligera R. E. Schult.
349. Saurauia spinulososetosa Merr.
350. Saurauia squamellicaula Miq.
351. Saurauia squamifructa G. E. Hunter
352. Saurauia squamulosa Koord. & Valet.
353. Saurauia stapfiana Buscal.
354. Saurauia sterrolepida Diels
355. Saurauia stichophlebia Diels
356. Saurauia striata D. D. Soejarto
357. Saurauia strigillosa Triana & Planch.
358. Saurauia strigosa Kamariah ex K. M. Wong
359. Saurauia subcordata Korth.
360. Saurauia submodesta Diels
361. Saurauia subnuda K. M. Wong
362. Saurauia subsessilifolia Kamariah ex K. M. Wong
363. Saurauia subspinosa Anthony
364. Saurauia sugaui K. M. Wong
365. Saurauia sumatrana E. G. Baker
366. Saurauia suzanae K. M. Wong
367. Saurauia tafana A. C. Sm.
368. Saurauia tambensis Killip
369. Saurauia tayabensis Quisumb.
370. Saurauia taylorii W. N. Takeuchi
371. Saurauia temburongensis K. M. Wong
372. Saurauia tenuicyma K. M. Wong
373. Saurauia tewensis Korth.
374. Saurauia thorelii Finet & Gagnep.
375. Saurauia thyrsiflora C. F. Liang & Y. S. Wang
376. Saurauia tomentocalyx Kamariah ex K. M. Wong
377. Saurauia tomentosa (Kunth) Spreng.
378. Saurauia trachylasia Diels
379. Saurauia trichocalyx Koord. & Valet.
380. Saurauia trichophora Quisumb.
381. Saurauia trichopoda E. G. Baker
382. Saurauia tristyla DC.
383. Saurauia trolliana Sleum.
384. Saurauia trugul P. van Royen
385. Saurauia trunciflora Merr.
386. Saurauia ubaldusii Kamariah ex K. M. Wong
387. Saurauia umbellata Koord. & Valet.
388. Saurauia uniflora Ridl.
389. Saurauia urdanetensis Elmer
390. Saurauia urophylla K. M. Wong
391. Saurauia ursina Triana & Planch.
392. Saurauia vagans Diels
393. Saurauia vallium C. T. White & Francis
394. Saurauia vanoverberghii Merr.
395. Saurauia verheijenii R. D. Hoogland
396. Saurauia versteegii Gilg & Lauterb.
397. Saurauia villosa Moc. & Sessé ex DC.
398. Saurauia vulcani Korth.
399. Saurauia waldheimii Buscal.
400. Saurauia warburgii Koord.
401. Saurauia warenensis Kanehira & Hatusima
402. Saurauia waworoentii Koord.
403. Saurauia wenzelii Merr.
404. Saurauia whitfordii Merr.
405. Saurauia wigmannii Koord.
406. Saurauia winkleri Merr.
407. Saurauia xiphophylla Diels
408. Saurauia xylantha Stapf ex E. G. Baker
409. Saurauia yasicae Loes.
410. Saurauia yunnanensis C. F. Liang & Y. S. Wang
411. Saurauia zahlbruckneri Buscal.
412. Saurauia zamboangensis Merr.